# Coquerico !
Coquerico ! est une nouvelle d'Herman Melville publiée en 1853.

## Historique
Coquerico ! est une nouvelle d'Herman Melville publiée en décembre 1853 dans la revue Harper's New Monthly Magazine.

En août 1853, Melville envoya trois « articles » à Harper & Brothers, certainement L'Heureux Échec, Le Violoneux et Coquerico !. Ces contes furent publiés sans nom d'auteur et restèrent dans la revue d'origine.

## Résumé
Démoralisé par les nouvelles du monde, accident de chemin de fer, de bateau à vapeur, épidémies de croup, scarlatine, etc., le narrateur a un « accès de noire mélancolie ». Mais, dans la campagne, un coq chante et il se sent ragaillardi. En premier lieu, il se débarrasse d'un créancier insolent puis décide de partir à la recherche de ce coq au chant si parfait...

## Éditions en anglais
- Cock-A-Doodle-Doo!, dans le no 43 de la revue Harper's New Monthly Magazine  de décembre 1853.

## Traductions en français
- « Cocorico ! » et autres contes, traduit par Pierre Leyris, éditions Gallimard, 1954.
- Le bonheur dans l'échec, précédé de Cocorico !, traduction par L. Folliot, Petite Bibliothèque Rivages, 2008.
- Coquerico !, traduction par Philippe Jaworski, Herman Melville, Œuvres, IV , Bibliothèque de la Pléiade, éditions Gallimard, 2010.